# صندلی حباب
صندلی حباب (به انگلیسی: Bubble Chair) توسط طراح صنعتی اهل فنلاند، ارو آرنیو در سال ۱۹۶۸ میلادی طراحی شد. این بر اساس صندلی توپ او است. تفاوت اصلی این است که صندلی حبابی با یک زنجیر به سقف متصل می‌شود، در حالی که از مواد شفاف ساخته شده‌ است که نور را از همه جهات به درون راه می‌دهد. روش ساخت آن به اینگونه است که اکریلیک را گرم می‌کنند و به شکل گرد مانند حباب صابون، در یک قاب فولادی جامد می‌دمند. این محصول به عنوان یک طرح کلاسیکِ طراحی صنعتی شناخته می‌شود و استفاده از پلاستیک در طراحی مبلمان را پیشرفته کرده‌ است. این صندلی در سبک طراحی مدرنیستی یا عصر فضا در نظر گرفته می‌شود و اغلب به صورت نمادی برای دورهٔ ۱۹۶۰ میلادی استفاده می‌شود.